# Józef Stefański

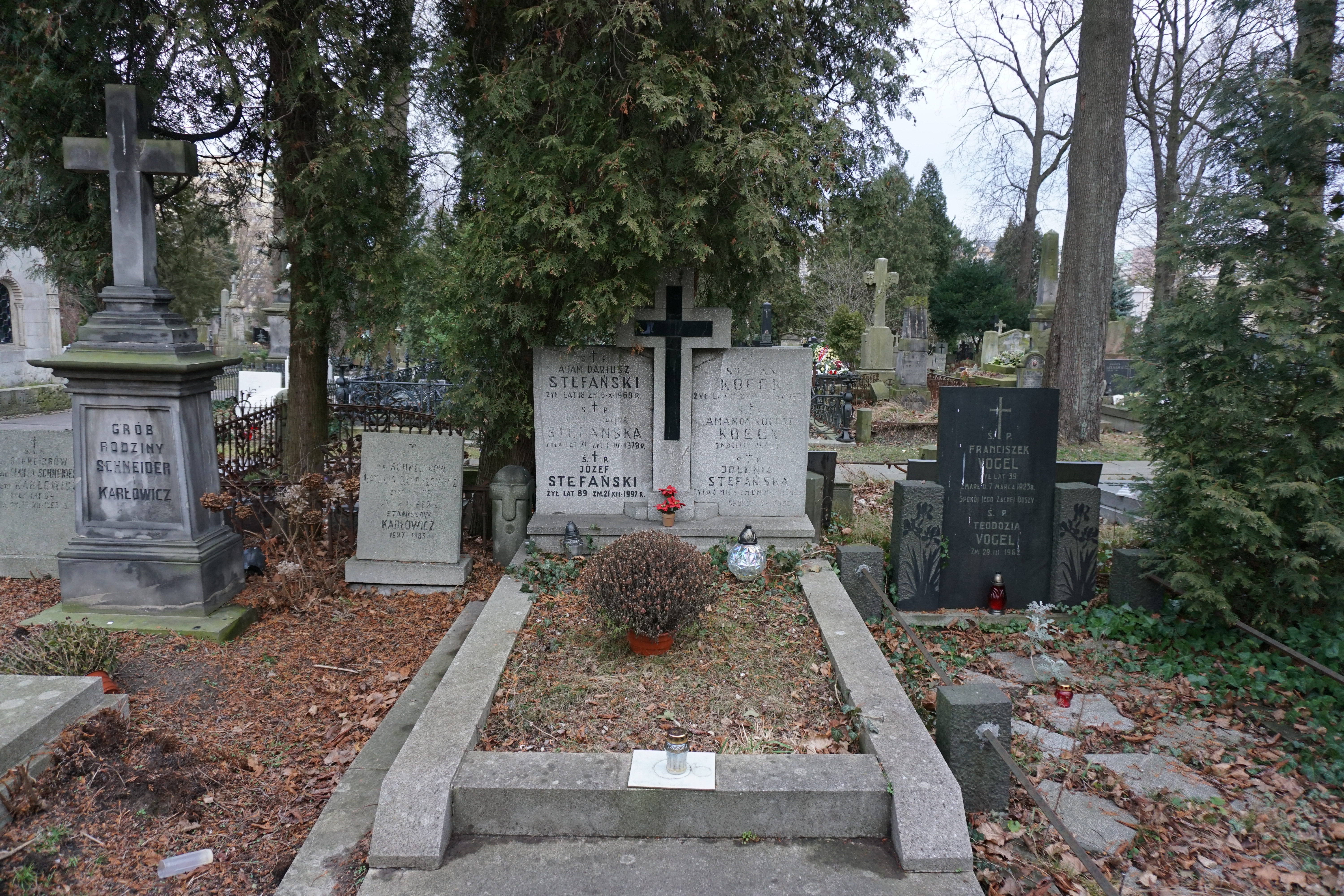
Grób Józefa Stefańskiego na Cmentarzu ewangelicko-augsburskim w Warszawie

Józef Stefański (ur. 7 lutego 1908 w Golianach,  zm. 21 grudnia 1997 w Warszawie) – polski kolarz szosowy, zwycięzca Tour de Pologne. Olimpijczyk z Amsterdamu.

## Kariera sportowa
Na Igrzyskach Olimpijskich w 1928 Amsterdamie zajął w wyścigu szosowym 54. miejsce, a w klasyfikacji drużynowej był 13. Zwyciężył w II Biegu Dookoła Polski w 1929. Był także czterokrotnym mistrzem Polski w wyścigu szosowym (kolejno w 1928. 1929, 1930 i 1931).
W 1929 wygrał obok Tour de Pologne także wyścigi Kraków-Lwów oraz Warszawa-Brześć.
Zmarł 21 grudnia 1997 w Warszawie i został pochowany na Cmentarzu ewangelicko-augsburskim w Warszawie (Aleja 22, rząd 1, grób 7).

## Najważniejsze zwycięstwa
- 1929 - Tour de Pologne

## Ordery i odznaczenia
- Brązowy Krzyż Zasługi (19 marca 1931)[2]